# ホウ化イットリウム
ホウ化イットリウム（ホウかイットリウム、Yttrium boride）はイットリウムとホウ素からなる結晶性物質で、その組成はさまざまで、YB2、YB4、YB6、YB12、YB25、YB50、YB66などが存在する。これらは灰色がかった硬質の固体で、高い融点を持つ。最も有名なものは六ホウ化イットリウム YB6である。これは比較的高い温度 (8.4 K) で超電導を示し、LaB6と同じく陰極線管に用いられる。他の面白いホウ化イットリウムはYB66である。これは大きな格子定数 (2.334 nm) を持ち、高い熱力学的安定性を持つので、低エネルギーシンクロトロン放射 (1-2 keV) の回折格子として使われる。

## YB2（二ホウ化イットリウム）

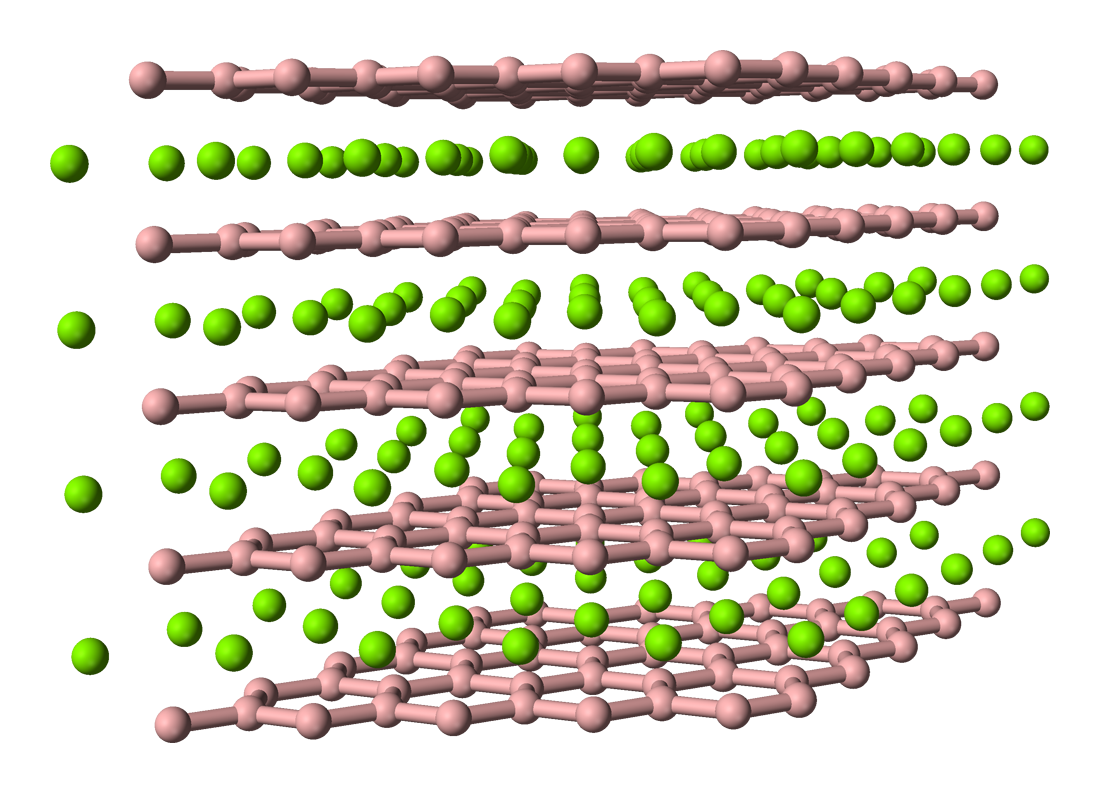
YB_{2}の構造

二ホウ化イットリウムの構造は、超電導物質として有名な二ホウ化アルミニウムや二ホウ化マグネシウムと同じく、六角形構造をしている。ピアソン記号はhP3で、空間群はP6/mmm (No 191)、格子定数はa = 0.3289 nm、b = 0.3289 nm、c = 0.3843 nmで、密度は計算によると5.1 g･cm-3である。ホウ素原子はイットリウム原子を挟んで、シート状のグラファイト構造を成している。YB2結晶は空気中で穏やかに加熱されると不安定になり、400 ºCで酸化しはじめ、800℃で完全に酸化される。YB2は約2220 ºCで融解する。

## YB4（四ホウ化イットリウム）
YB4は四面体型の構造を持ち、空間群はP4/mbm (No. 127)、格子定数はa = 0.711 nm、b = 0.711 nm、c = 0.4019 nm、計算による密度は4.32 g･cm-3である。数センチメートルサイズの純度の高い結晶はゾーンメルト法を繰り返すことにより得られる。

## YB6（六ホウ化イットリウム）
YB6は密度3.67 g･cm-3の臭いがある黒い粉末である。CaB6、LaB6などの他の六ホウ化物と同じ構造を持つ。数センチサイズの純度の高いYB6結晶はゾーンメルト法を繰り返すことにより得られる。YB6は比較的高い転移温度（8.4 K）を持つ超伝導体である。

## YB12（十二ホウ化イットリウム）
YB12の構造は立方晶で、その密度は3.44 g･cm-3である。ピアソン記号はcF52、空間群はFm3m (No. 225)、格子定数はa = 0.7468 nmである。結晶単位は立方八面体である。デバイ温度は約1040 Kで、超電導は2.5 K以下でないと示さない 。

## YB25

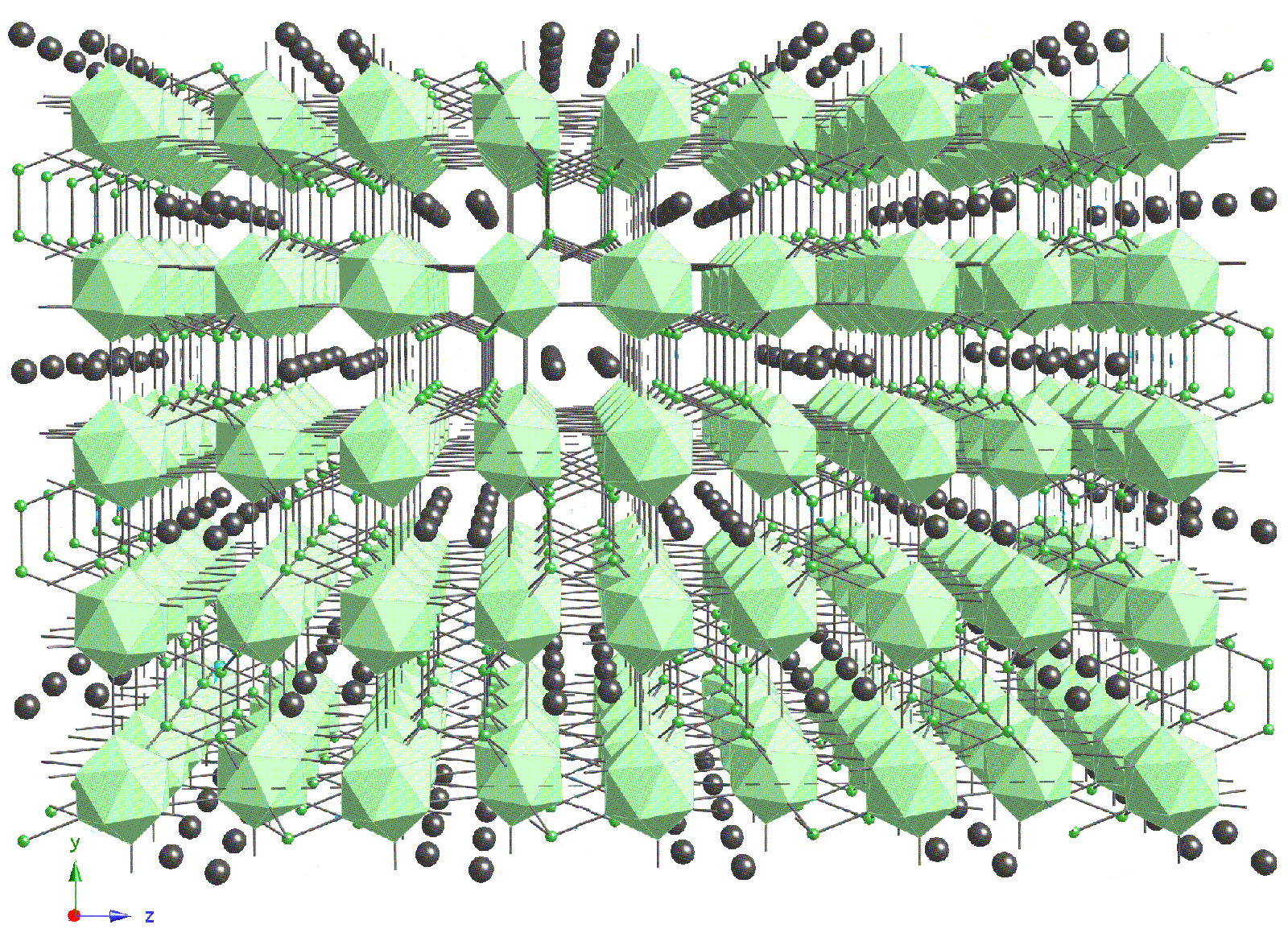
YB_{25}結晶構造。黒と緑の球がイットリウムとホウ素原子を示す。

B/Yの比が25以上であるホウ化イットリウムは、B12二十面体を基にした構造を持つ。YB25のホウ素骨格は、二十面体からなるホウ化物としては最も単純なもので、1種類の二十面体と、それを橋渡しをしているホウ素原子からなる。'橋渡しホウ素'は、4つのホウ素と四面体方向に結合している。そのうち1つは別の橋渡しホウ素で、他の3つは二十面体ホウ素である。イットリウムは空間的に60-70%を占めていて、組成式YB25は原子数の比を単純に反映させたにすぎない。Y原子とB12二十面体はx軸方向にジグザグに配置している。橋渡しホウ素は、3つの二十面体ホウ素と結合していて、これは互いに平行ないくつもの (101) 結晶平面（図のxz平面）を成す。橋渡しホウ素と二十面体ホウ素の結合距離は0.1755 nmで、これは典型的なB-B共有結合のものと同じである。一方、橋渡しホウ素同士の結合距離は0.2041 nmと大きいので、平面同士の結合力は弱い。
圧縮されたイットリア (Y2O3) の球粒とホウ素粉末を1700 ºCまで加熱すると、YB25結晶が生成する。YB25相は1850 ºCまで安定である。さらに高温になると、融解せずにYB12やYB66へ転移する。このことは、YB25単結晶を成長させるのを難しくしている。

## YB50
YB50結晶は斜方晶であり、空間群はP21212 (No. 18)、格子定数はa = 1.66251 nm、b = 1.76198 nm、c = 0.94797 nmである。圧縮されたイットリア(Y2O3) の球粒とホウ素粉末を1700 ºCまで加熱すると、YB50結晶が生成する。さらに高温になると、融解せずにYB12やYB66へ転移する。このことは、YB50単結晶を成長させるのを難しくしている。TbからLuまでの希土類元素では、M50という組成の結晶が存在する。

## YB66
| (a)13個の二十面体からなるユニット(B12)13B12（超二十面体）(b) YB66の構造に含まれるB80 クラスターユニット。過剰の結合線は、全ての位置に原子が占められていると仮定したためである。実際は42カ所にしかホウ素原子は詰まっていない。 |  | (a)13個の二十面体からなるユニット(B12)13B12（超二十面体）(b) YB66の構造に含まれるB80 クラスターユニット。過剰の結合線は、全ての位置に原子が占められていると仮定したためである。実際は42カ所にしかホウ素原子は詰まっていない。 |
| (a)13個の二十面体からなるユニット(B12)13B12（超二十面体）(b) YB66の構造に含まれるB80 クラスターユニット。過剰の結合線は、全ての位置に原子が占められていると仮定したためである。実際は42カ所にしかホウ素原子は詰まっていない。 |  | |

| 左図: YB66のホウ素骨格の概略図である。明るい緑の球はホウ素の超二十面体を表し、矢印は相対的な方向を現す。暗い緑の球はB80クラスターを表す。右図: 桃色の球は、YB66中で対になっているYの場所を示す。明るい緑の球はホウ素超二十面体を表し、暗いほうはB80クラスターを表す。 |  | 左図: YB66のホウ素骨格の概略図である。明るい緑の球はホウ素の超二十面体を表し、矢印は相対的な方向を現す。暗い緑の球はB80クラスターを表す。右図: 桃色の球は、YB66中で対になっているYの場所を示す。明るい緑の球はホウ素超二十面体を表し、暗いほうはB80クラスターを表す。 |
| 左図: YB66のホウ素骨格の概略図である。明るい緑の球はホウ素の超二十面体を表し、矢印は相対的な方向を現す。暗い緑の球はB80クラスターを表す。右図: 桃色の球は、YB66中で対になっているYの場所を示す。明るい緑の球はホウ素超二十面体を表し、暗いほうはB80クラスターを表す。 |  | |

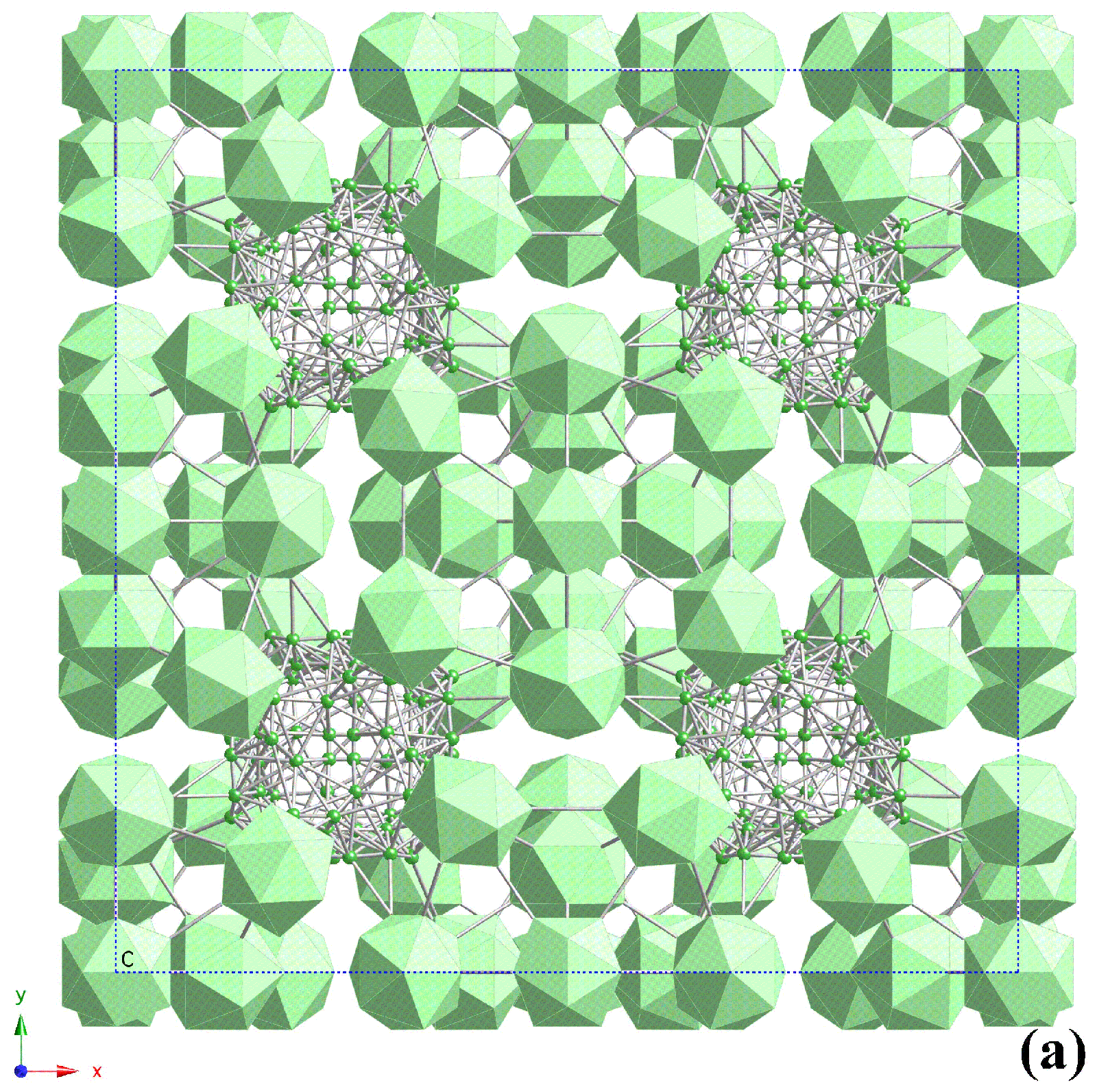
z軸方向から見た、YB_{66}のホウ素骨格

YB66は1960年に発見され、その構造は1969年に解明された。構造は面心立方構造で、空間群はFm3c (No. 226)、ピアソン記号はcF1936、格子定数はa = 2.3440(6) nmである。ホウ素の位置はB1からB13まで13種類あり、イットリウムの位置は1種類のみある。B1は１つのB12二十面体を作り、B2からB9までは他の二十面体を作る。これらの二十面体は13個の二十面体のユニット(B12)12B12としてまとめられ、これは超二十面体と呼ばれる。B1による二十面体は、超二十面体の中心に位置する。超二十面体はYB66のホウ素骨格の基礎となる要素の1つである。超二十面体は2種類ある。1つは単位格子の面心立方中心にあるもの。もう1つは単位格子の中心と角に位置しているもので、これは90度回転させられている。そうして、単位格子には超二十面体が8つ（1248個のホウ素原子）存在することになる。
他のYB66の構造単位は、B10からB13で作られるB80クラスターである。80個のホウ素原子が存在するわけではなく、原子が入りうる位置が80ヶ所あるという意味で、実際には42個のホウ素原子しか含んでいない。B80クラスターは単位格子のオクタントの体心立方中心に位置している。よって、単位格子中には8つのクラスター（336個のホウ素原子）が存在する。2つの別々の構造解析によっても、単位格子中のホウ素の数は1584個であるという同じ結論に達している。単位格子中には48のイットリウムの場所がある。Yの占有度を0.5とすると、単位格子中に24個のYが存在することになり、組成はYB66になる。0.5の占有度は、対になっているイットリウムの場所のうち、いつも一方のみしか満たされていないことを示す。
YB66の密度は2.52 g･cm-3、熱伝導率は0.02 W･cm-1･K-1と低く、弾性率はc11 = 3.8×109、c44 = 1.6×109 N･m-2であり、デバイ温度は1300 Kである。他のホウ化イットリウムと同じく、YB66は硬い物質で、ヌープ硬度は26 GPaである。数センチメートルサイズの純度の高いYB66結晶は、ゾーンメルト法の繰り返しにより得られ、X線の単色光分光器に使われる。
YB66の格子定数は2.344 nmであり、非常に大きい。この性質と、熱力学的安定性により、YB66は低エネルギー (1-2 keV) X線単色光分光器の回折格子に応用される。